# Angela Raguz
Angela Raguz (ur. 13 maja 1973) – australijska judoczka.
Uczestniczka mistrzostw świata w 2001. Startowała w Pucharze Świata w latach 1999-2001. Brązowa medalistka igrzysk wspólnoty narodów w 2002. Zdobyła trzy medale na mistrzostwach Oceanii w latach 1996 - 2000. Mistrzyni Australii w 2001 roku.
Jej siostra Jadranka Raguz, także była judoczką.